# Bgee
Bgee est une base de données maintenue par l'Institut suisse de bioinformatique et l'Université de Lausanne. Bgee permet l'analyse et la comparaison de patrons d'expression de gènes à partir d'expériences RNA-Seq, scRNA-Seq, puces à ADN, hybridation in situ et EST, et ce, pour de multiples espèces animales,.
Bgee repose exclusivement sur des données d'expression annotées et nettoyées, provenant d'organismes sains à phénotype sauvage (pas de maladies, de traitements, d'invalidations géniques), afin de fournir une expression génique de référence saine et phénotypiquement sauvage en vue de comparaisons.
La base génère des signaux de présence/absence d'expression, et de sur-/sous-expression différentielle, intégrés avec l'information d'orthologie des gènes et l'homologie entre organes. Cela permet la comparaison des patrons d'expression à tous les niveaux entre espèces.
Bgee peut être interrogé par gène, organe / tissue / type cellulaire, et stade de développement.
Elle rejoint les Global Core Biodata Resources (GCBRs) qui représentent les « composants critiques permettant d'assurer la reproductibilité et l'intégrité de la recherche en sciences biomédicales ». Bgee intègre les ELIXIR Recommended Interoperability Resources qui facilitent les activités de partage dans la recherche scientifique.